# Tipula (Pterelachisus) banffiana
Tipula (Pterelachisus) banffiana is een tweevleugelige uit de familie langpootmuggen (Tipulidae). De soort komt voor in het Nearctisch gebied.